# Marcel Maltritz
 (août 2025).
Marcel Maltritz est un footballeur allemand né le 2 octobre 1978 à Magdebourg en Allemagne. Il évolue actuellement au poste de défenseur pour le VfL Bochum en Bundesliga 2.

## Carrière
- 1986-1998 :  1. FC Magdebourg
- 1998-2001 :  VfL Wolfsburg
- 2001-2004 :  Hambourg SV
- 2004-.....  :  VfL Bochum

## Palmarès
- Hambourg SV
  - Vainqueur de la Coupe de la Ligue allemande en 2003.
- VfL Bochum
  - Champion de Bundesliga 2 en 2006.